# 閻式
閻 式（えん しき、? - 309年）は、五胡十六国時代成漢の人物。閻彧とも記載される。天水郡の出身。

## 生涯
元康6年（296年）、李特が略陽・天水を初め6郡の民を引き連れて益州に移ると、閻式はこれに付き従った。
蜀へ移動する途上、剣閣に至った。李特はそこから蜀の険阻な地を見下ろすと、嘆息して「劉禅はこのような地にありながら、降伏したというのか。何という愚かなことか！」と述べた。これを聞いた閻式は彼をただ者ではないと感じたという。
後に始昌県令に任じられた。
永寧元年（301年）3月、益州刺史羅尚が着任すると、朝廷は流民達を秦州・雍州へ連れ戻す様通達を出した。李特は閻式を羅尚の下へ幾度も派遣し、帰郷を秋まで延期するよう求めた。
李特は羅尚に賄賂を送ったので一旦は延期は許可されたが、しばらく経つと羅尚は従事を派遣し、流民達へ7月までに故郷へ帰るように勧告した。李特は再び閻式を派遣し、秋の収穫が終わるまで退去の期限を延長してもらうよう固く要請した。しかし、広漢郡太守辛冉と侍御史李苾がこれに反対した。
李特はまたも閻式を羅尚のもとに使わし、期日を延ばしてくれるように頼んだ。閻式が羅尚の下に赴くと、辛冉が要所に囲いを設け、流民を捕らえる準備をしていた。これを見た閻式は「我らは争うつもりがないのに、このように城壁を築けば怨みは必ず募るだろう。人心が安定していない中で、これだけ性急に事を進めようとすれば、もはや乱が起こるのは目に見えるようだ」と嘆いた。そして、辛冉や李苾の意志が固いことを悟ると、羅尚の下を去り綿竹に戻ろうとしたが、羅尚は閻式へ「我は少し寛大な処置を執ることも考えている。汝は戻り、このことを流民たちに告げて落ち着かせるように」と言った。閻式は「明公は妄説に惑わされており、おそらく寛大な処置というのは難しいでしょう。流民達は確かに弱い存在ですが、決して軽視すべきではありません。いま彼らにきちんとした道理もなく催促すれば、民衆の怒りは抑えがたく、少しの禍では済まなくなります」と言った。羅尚は「我もそのことは良くわかっているつもりだ。少なくとも君達を騙すような真似はしない。分かったらもう出発しなさい」と言った。閻式は綿竹に戻ると、李特へ「羅尚は寛大な対応を取ると言いましたが、信じ切ってはいけません。なぜなら、羅尚には威厳が無く、刑罰を明確にしていない為、辛冉らが強兵を独占しております。一度変事が起これば、羅尚には事態を収拾できないでしょう。十分に備えをしておくべきです」と言い、李特は同意した。
10月、辛冉と李苾は独断で李特の陣営を奇襲したが、李特は伏兵を配置しており、敵軍の大半を討ち果たした。ここにおいて李特と羅尚の対立は決定的となり、六郡の流民達は李特を首領に推した。閻式は上書して、梁統が竇融を推戴した故事に従い、李特を行鎮北大将軍に推挙した。
その後、さらに兵を進めて成都へ向かい、羅尚を攻撃した。羅尚は閻式へ手紙を送り李特らを説得するよう求めたが、閻式は返書を送り「辛冉は狡猾であり、曽元は小人であり、李叔平（李苾の字）は将の器にありません。私はかつて卿の為を思い、流民達への処遇を進言しました。人というのは郷里を想うものであり、故郷へ戻りたくない者などおりません。ただ、流民達は食糧を求めて避難したばかりであり、冬まで待って欲しいと頼みましたが、聞き入れませんでした。私の意見を聞いていれば九月には流民が集合し、十月には帰路に就いたはずですが、今となっては何をやっても手遅れです」と述べた。さらに、李特兄弟は王室のために功を立て、益州の地を安定させようとしていることを伝えた。羅尚は李特らの大志を知ると、城郭にひきこもって固く守り、梁州・寧州に救援を求めた。
その後、李特は承制を行い、閻式を謀主に任じた。
晏平元年（306年）6月、李特の子である李雄が皇帝に即位すると、閻式は尚書令に任じられた。この時、建国したばかりで未だ明確な法式も存在しなかったことから、諸将は李雄の寵愛を受けようとして序列を争った。その為、閻式は上疏して漢や晋の制度を参考にして百官制度を定めるよう勧め、李雄はこれに従った。
その後、李離と共に梓潼の守備を任された。
晏平4年（309年）、閻式は配下の訇琦と張金苟により暗殺された。李雄はこれを甚だ悼んだという。